# Love Is a Headache
Pour plus de détails, voir Fiche technique et Distribution.
Love Is a Headache est un film américain en noir et blanc réalisé par Richard Thorpe, sorti en 1938.

## Synopsis
Carlotta Lee, alias Charlie, est une vedette de Broadway, mais dont la carrière commence à décliner. Elle est la cible des critiques constantes, tant dans les journaux qu'à la radio, de Peter Lawrence. Peter, qui a grandi avec Charlie et qui est amoureux d'elle depuis longtemps, espère en fait que des réactions à ses critiques vont aider la carrière de l'actrice. Un jour, Pete apprend la mord accidentelle du laveur de vitre O'Toole, et il lance un appel à la radio pour aider les enfants d'O'Toole, Mike et Jake. Lorsqu'il entend cet appel, l'agent de Charlie, Jimmy Slattery, pense que si Charlie adoptait les orphelins, cela lui ferait une grande publicité, et il s'arrange en secret pour que les enfants soient amenés chez elle. Quand Charlie rentre chez elle, elle est furieuse après Jimmy, car les enfants ont mis à sac sa chambre, mais elle décide finalement de les garder avec elle. Lorsque Pete apprend que Charlie a les enfants, il l'accuse de vouloir les utiliser, mais elle le convainc qu'elle y arrivera et qu'il n'y aura aucune publicité autour de cette adoption.
Quelque temps après, malgré sa promesse, Jimmy publie une photo de Charlie avec les enfants, après quoi Pete menace de les emmener chez l'assistante sociale. pour éviter cela, Charlie accepte de se marier avec Reggie Odell, un millionnaire amoureux d'elle, qui apprécie beaucoup Jake et Mike. Jimmy, pendant ce temps, organise un faux kidnapping pour faire plus de publicité. Lorsque les policiers découvrent ce qui se passe, ils veulent accuser Charlie et éloigner les enfants. Désormais très attachée à Jake et Mike, Charlie décide de les emmener hors de New York et de les cacher dans un hôtel d'une petite ville. Pete découvre où ils sont et suite Charlie, en espérant pourvoir empêcher son arrestation. À l'hôtel, tenu par Janet Winfield, la juge de paix locale, Charlie et Pete discutent de l'avenir des enfants. Janet, qui écoutait à travers la porte, fait irruption dans la chambre et les force à se marier sous la menace d'un fusil.

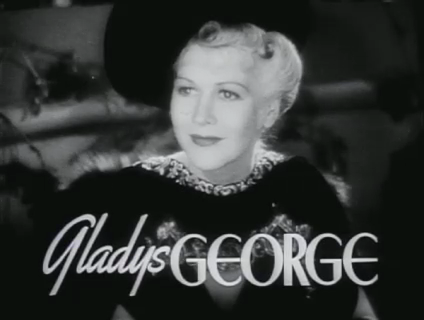
Gladys George

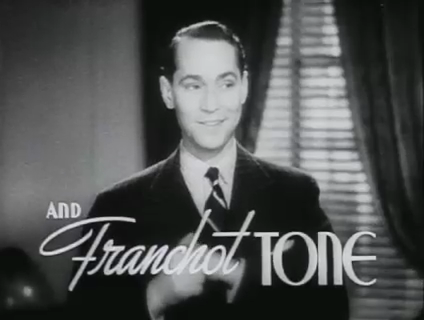
Franchot Tone

## Fiche technique
- Titre original : Love Is a Headache
- Réalisation : Richard Thorpe
- Scénario : Marion Parsonnet, Harry Ruskin, William R. Lipman
- Direction artistique : Cedric Gibbons
- Costumes : Adrian
- Photographie : John F. Seitz
- Son : Douglas Shearer
- Montage : Conrad A. Nervig
- Musique : Franz Waxman
- Production : Frederick Stephani
- Société de production : Metro-Goldwyn-Mayer
- Société de distribution : Loew's Inc.
- Pays de production :  États-Unis
- Langue originale : anglais américain
- Format : noir et blanc — 35 mm — 1,37:1 — son : mono (Western Electric Sound System)
- Genre : comédie romantique
- Durée : 73 min
- Date de sortie :
  - États-Unis : 14 janvier 1938

## Distribution
- Gladys George : Carlotta "Charlie" Lee
- Franchot Tone : Peter Lawrence
- Ted Healy : Jimmy Slattery
- Mickey Rooney : Mike O'Toole
- Frank Jenks : Joe Cannon
- Ralph Morgan : Reginald "Reggie" Odell
- Virginia Weidler : Jake O'Toole
- Jessie Ralph : Janet Winfield
- Fay Holden : Mary, la secrétaire de Peter
- Barnett Parker : Hotchkiss
- Julius Tannen : Hillier